# Agàsies d'Efes
|  | No s'ha de confondre amb Agàsies (escultor). |

Agàsies d'Efes (en llatí Agasias, en grec antic Ἀγασίας "Agasías", segle iv aC) fou un distingit escultor grec d'Efes, fill de Dositeu.
La seva principal obra és coneguda com el Gladiador Borghese (perquè constava a la col·lecció de la Villa Borghese) i és ara al Museu del Louvre. L'estàtua fou descoberta en les restes d'un palau imperial a Àntium. Per l'actitud de la figura es veu que l'estàtua no representa a un gladiador, sinó a un guerrer que lluita amb un combatent muntat. Alguns erudits han interpretat que la figura representa Aquil·les lluitant amb Pentesilea. Només es coneix aquesta estàtua d'Agàsies, i per l'estil es considera que es va esculpir al segle IV aC.
No se sap amb certesa si va ser el pare d'un altre escultor anomenat Heràclides d'Efes.